# Tremore
Il tremore è uno dei più comuni disturbi del movimento, che può presentarsi nei soggetti sani sotto forma di tremore fisiologico esagerato. Il tremore è definito come un movimento ritmico e oscillatorio di un segmento corporeo, con una frequenza relativamente costante e un'ampiezza variabile. Esso è causato dall'attivazione alternata o sincrona di gruppi muscolari antagonisti.

## Tipologie
La classificazione più recente è quella di Deuschl (1998) che distingue:
- Il tremore a riposo, che si attenua sino a scomparire durante un movimento volontario o il mantenimento di una postura, è ritmico, a bassa frequenza (in media 5 Hz), regolare, soprattutto ai settori distali degli arti. Si riscontra in alcune patologie del sistema extrapiramidale. È tipico della malattia di Parkinson, di cui è spesso il sintomo d'esordio.
- Il tremore d'azione, suddiviso a sua volta in tremore cinetico, ovvero un tremore che compare durante un movimento volontario ed è tipico delle lesioni cerebellari (in questo caso ci sono altri segni cerebellari come adiadococinesia, dismetria, disartria, ecc.),  e in tremore posturale, che ha frequenze in genere più elevate del tremore a riposo (da 5 a 20 Hz) e può essere ai settori distali degli arti ma pure in quelli prossimali, capo e tronco.
- Tremore fisiologico, che è presente in tutti i soggetti a livello di ogni articolazione, ma che per la sua scarsa ampiezza è difficile da osservare ad occhio nudo.